# Pearl (Mississippi)
Pearl è una città (city) degli Stati Uniti d'America, situata nella contea di Rankin, nello Stato del Mississippi.